# Vittorio Carnovale
Vittorio Carnovale detto Er Coniglio (Roma, 11 settembre 1956) è un collaboratore di giustizia, ex mafioso italiano dell'organizzazione mafiosa romana banda della Magliana.

## Biografia
Vittorio Carnovale è noto anche come Vittorio Carnevale perché per ingannare il casellario giudiziale aveva cambiato in “o” la “e” del suo cognome nella carta di identità. Cognato di Edoardo Toscano (che sposò sua sorella Antonietta Carnevale) e fratello di Giuseppe Carnovale, era operativo all'interno del gruppo criminale di Nicolino Selis che agiva ad Acilia.

### La banda della Magliana
Quando alla fine degli anni settanta seguì il suo amico Selis nel progetto criminale di creazione della banda della Magliana, un'organizzazione malavitosa ben strutturata cioè, per la gestione del territorio capitolino, gli furono affidati compiti di controllo dello spaccio delle sostanze stupefacenti nella sua zona di competenza, quella di Acilia.
Una volta arrestato, il 26 maggio 1986, al termine di un'udienza in un processo per omicidio a carico di alcuni membri della Banda, mentre veniva trasferito dall'aula del Tribunale di Roma alle celle sotterranee, Carnovale dopo circa 15 minuti tornò nell’aula e, aiutato da una donna e da un uomo, riuscì ad evadere clamorosamente confondendosi tra la folla e uscendo dal Palazzo di giustizia come se nulla fosse.
Il piano di evasione, in realtà, era stato organizzato da Enrico De Pedis con l'aiuto di Claudio Vitalone (che doveva "un favore" al primo forse riguardo all’omicidio Pecorelli o per il fatto che De Pedis non aveva reputato all’altezza la difesa di Wilfredo Vitalone, suo fratello) per Edoardo Toscano ma, l'insistenza di Renatino aveva convinto Toscano che una volta fuori l'avrebbero eliminato immediatamente e quindi, chi decise di approfittarne, anche per l’ergastolo che era stato chiesto, fu Vittorio Carnovale, che si ritrovò libero quasi senza accorgersene. Tra i due gruppi (Testaccio e Magliana) era sorta una violenta lite poiché De Pedis e il cassiere Enrico Nicoletti avevano aggiustato un processo e così Renatino cercò di appianare i contrasti con questa proposta di evasione.
(Interrogatorio di Vittorio Carnovale)
All'interno della faida interna che colpì la banda, il 2 febbraio 1990 partecipò all'agguato in cui venne ucciso De Pedis che qualche mese prima aveva fatto uccidere suo cognato. Il gruppo dei maglianesi, capeggiati da Marcello Colafigli, riuscì ad attirarlo in un'imboscata con la complicità di Angelo Angelotti che lo convinse a recarsi presso la sua bottega di antiquario di nei pressi di Campo de' Fiori. Terminato l'incontro, De Pedis salì a bordo del suo motorino e venne subito affiancato da una moto con a bordo due killer assoldati per l'occasione che gli spararono un solo colpo alle spalle uccidendolo all'istante davanti ad alcuni passanti. Nei pressi erano appostati diversi membri della banda con funzione di copertura e supporto.
(Retroscena di Antonio Mancini.)
Carnovale sarà giudicato assieme a Abbatino dal collegio della terza corte d'Assise per gli omicidi di Giuseppe Magliolo, avvenuto a Ostia il 24 novembre 1981, Claudio Vannicola (Roma, 23 febbraio 1982), Fernando Proietti (Roma 30 giugno 1982),  Michele D'Alto (Roma, 31 luglio 1982) e Angelo De Angelis (Grottaferrata, 24 febbraio 1983). Tutti morirono per colpi d'arma da fuoco. Gli imputati dovranno rispondere di omicidio volontario premeditato. Gli omicidi avvennero nel quadro della guerra scoppiata a Roma tra bande rivali per la gestione delle attività criminali, in particolare, per questioni legate al traffico della droga e per vendetta.

### La collaborazione
Dopo l’arresto, avvenuto nel 1993, decise di diventare collaboratore di giustizia. Le sue confessioni, che in gran parte andarono a confermare quelle degli altri pentiti (Antonio Mancini, Fabiola Moretti e Maurizio Abbatino), consentì di ridisegnare la mappa dell'organizzazione malavitosa romana e di stabilire con precisione ruoli e responsabilità dei vari componenti. Carnovale racconterà di aver saputo da Edoardo Toscano che ad aver organizzato l'omicidio Pecorelli sarebbero stati Enrico De Pedis e Danilo Abbruciati con esecutori materiali Massimo Carminati e Michelangelo La Barbera il quale avrebbe poi riconsegnato l'arma a De Pedis. Il pentito, pur non ritrattando, per paura si rifiutò di deporre in aula affidando ai giudici le dichiarazioni rese in istruttoria. Il processo si concluse con il proscioglimento di tutti gli imputati.
Nel maxiprocesso che vide alla sbarra l'intera Banda della Magliana, accusato di 7 omicidi, tutti a danno di altri criminali: (Nicolino Selis, Giuseppe Magliolo, Mario Loria, Giuseppe Belli, Claudio Vannicola, Angelo De Angelis, Enrico De Pedis), il 23 luglio 1996 in primo grado venne condannato a 10 anni di reclusione.

## I fratelliBuffoni
La figura dei fratelli Carnovale ha ispirato i personaggi dei fratelli Buffoni (Aldo e Carlo) nel libro Romanzo criminale, scritto nel 2002 da Giancarlo De Cataldo e riferito alle vicende realmente avvenute della banda della Magliana. Nell'omonimo film che ne verrà poi tratto, diretto da Michele Placido nel 2005, i personaggi dei Buffoni (qui chiamati Aldo e Ciro) furono interpretati dagli attori Antonello Fassari e Roberto Brunetti, mentre nella serie televisiva, diretta da Stefano Sollima, i panni di Sergio e Ruggero Buffoni furono vestiti da Lorenzo Renzi e da Edoardo Pesce.